# Bitva u Mykalé
Bitva u Mykalé byla poslední významnou bitvou řecko-perských válek. Odehrála se ve stejný den jako bitva u Platají. Střetly se v ní vojska řeckých městské států s Peršany.
Mys Mykalé leží v Iónii na pobřeží Malé Asie, kterou koncem 6. století př. n. l. ovládli Peršané, přičemž mnohá řecká města se dostala pod perskou nadvládu. Zatímco se většina Řeků bránila v mateřském Řecku, část řeckých vojenských sil se nacházela na ostrově Délos pod vedením spartského krále Leótychida. Za ním přišli vyslanci z ostrova Samos (u pobřeží Malé Asie), kteří byli pod nadvládou Peršanů, a žádali řecké vojsko, aby jim pomohlo při vzpouře proti nim. Po příznivých věštbách řecké lodě odpluly k Samu, kam o něco později připluly i perské lodě. U mysu Mykalé na pevnině tábořilo silné perské vojsko. Peršané vytáhli lodě na břeh, spojili pozemní i námořní oddíly, opevnili se a čekali na Řeky.
Řekové vystoupili z lodí a odpoledne podnikli pěší útok na perský tábor. Mezitím se dozvěděli o tom, že ráno Pausanias a jeho vojsko zvítězili nad Peršany u Platají.
Bitvu zahájili Athéňané a s nimi Korinťané, Sikyoňané a Troizeňané. Peršané se udatně bránili za proutěnou hradbou a za hradbou ze štítů, ale Řekové brzy prorazili obrannou ohradu a pronikli do tábora. Perští spojenci se rozutekli, bránily se jen dobře vycvičené oddíly Peršanů. Když se na bojiště dostaly i oddíly Sparťanů, vítězství nad Peršany bylo jisté. Jejich zbytky uprchly do vnitrozemí Malé Asie k Sardám.
Řekové spálili perský tábor i perské lodě, kořist odvezli s sebou na ostrov Samos. Část Řeků odešla k Helléspontu, aby dokončili osvobozování území zpod perské nadvlády. Athéňané zaútočili na město Sestos a několik měsíců jej obléhali, až se obránci pro nedostatek potravin vzdali. Perská posádka z obléhaného města utekla.
Bitva u Mykalé měla velký význam, protože Řekové získali kontrolu nad Iónií a Helléspontem. Řecko tak mohlo bez nebezpečí dopravovat obilí a jiné produkty z pobřeží Černého moře.